# Utetheisa pallida
Utetheisa pallida är en fjärilsart som beskrevs av Arnold Spuler 1906. Utetheisa pallida ingår i släktet Utetheisa och familjen björnspinnare. Inga underarter finns listade i Catalogue of Life.